# The Petersens
The Petersens jsou převážně bluegrassová hudební skupina působící v Bransonu ve státě Missouri ve Spojených státech amerických, kde pravidelně vystupuje v jednom z místních kulturních center. Jméno skupiny je odvozeno od skutečnosti, že začínala jako čistě rodinná skupina rodiny Petersenových. Otec Jon, který hrál ve skupině na kytaru nebo piáno, se ale později začal věnovat neumělecké kariéře, a skupina naopak přibrala hráče na dobro Emmetta Franze, který s ostatními není příbuzný.

## Dějiny skupiny
Jako rodinná skupina začínali mimo jiné vystoupeními v kostelích s křesťanskou hudbou, gospely patří i nadále do jejich repertoáru. V letech 2005–2010 hráli kromě kostelů také na festivalech místního významu a v restauracích. V roce 2010 vyhráli hudební soutěž a získali smlouvu na pravidelné vystoupení v Bransonu.
V roce 2015 se do širšího povědomí dostala Ellen Petersen, která ve skupině hraje na bendžo, zpívá a jódluje, když se účastnila pěvecké televizní soutěže American Idol, ve které skončila jedno kolo před finále.
Kromě vystupování ve Spojených státech amerických a v Kanadě absolvovali také turné po Irsku a Finsku.

## Hudební styl
Skupina je ovlivněna především bluegrassem, ale i country a gospelem. Ve svém repertoáru mají vlastní skladby, jejichž autorkou je Katie Petersen, ale při jejich vystoupení převažují písně převzaté od jiných interpretů, například Alison Krauss, Patsy Cline, Dolly Parton, Johna Denvera či Glena Campbella.

## Složení skupiny
K roku 2020:
- Katie Petersen: zpěv, pětistrunné housle
- Ellen Petersen Haygood: zpěv, bendžo
- Matt Petersen: zpěv, kytara
- Julianne Petersen: zpěv, mandolína
- Karen Petersen: kontrabas
- Emmett Franz: zpěv, dobro